# Žana Marić
Žana Marić (* 20. August 1989 in Trogir, geborene Žana Čović) ist eine ehemalige kroatische Handballspielerin, die dem Kader der kroatischen Nationalmannschaft angehörte.

## Karriere
Marić spielte anfangs bei ŽRK Trogir, ŽRK Dalmatinka und ŽRK Lokomotiva Zagreb. Mit ŽRK Trogir und ŽRK Lokomotiva Zagreb nahm die Rückraumspielerin am EHF-Pokal und am EHF Challenge Cup teil. Im Sommer 2012 unterschrieb Marić einen Vertrag beim kroatischen Spitzenverein ŽRK Podravka Koprivnica, mit dem sie 2013 die Meisterschaft und den nationalen Pokal gewann sowie in der Spielzeit 2012/13 in der EHF Champions League auflief. Anschließend wechselte sie zum deutschen Bundesligisten SG BBM Bietigheim. Ab dem Sommer 2015 stand sie beim polnischen Erstligisten MKS Zagłębie Lubin unter Vertrag. Nachdem Marić ab Januar 2018 für den türkischen Erstligisten Kastamonu Belediyesi GSK aufgelaufen war, wechselte sie zur Saison 2018/19 zum ungarischen Verein Mosonmagyaróvári KC SE. 2019 verließ sie Mosonmagyaróvári KC SE.
Marić bestritt 41 Länderspiele für die kroatische Nationalmannschaft, in denen sie 45 Treffer erzielte. Für Kroatien lief sie bei der Europameisterschaft 2010, Europameisterschaft 2012 und Europameisterschaft 2014 auf.